# Oakwell
Oakwell er et stadion i Barnsley i England, der hovedsageligt bliver brugt til fodbold. Det er hjemmebane for League One-klubben Barnsley F.C. Stadionet har plads til 23.287 tilskuere, og alle pladser er siddepladser. Det blev indviet i 1888.